# Giovanni De Martino
Giovanni De Martino, född 13 januari 1870 i Neapel, död 3 mars 1935 i Neapel, var en italiensk skulptör.

## Konstmarknad
På en Sotheby's-auktion i New York 2008 såldes Giovanni De Martinos Il pescatore (1930), en bronsskulptur, för 7 500 dollar plus auktionsavgifter.